# Caëstre
Caëstre – miejscowość i gmina we Francji, w regionie Hauts-de-France, w departamencie Nord.
Według danych na rok 1990 gminę zamieszkiwało 1597 osób, a gęstość zaludnienia wynosiła 157 osób/km² (wśród 1549 gmin regionu Nord-Pas-de-Calais Caëstre plasuje się na 425. miejscu pod względem liczby ludności, natomiast pod względem powierzchni na miejscu 315.).